# Mauricio Lemos
Paolo Mauricio Lemos Merladett (Rivera, 28 de desembre de 1995) és un futbolista professional uruguaià que juga com a defensa central pel Atlético Mineiro. És internacional amb l'Uruguai.

## Carrera de club

### Defensor
Lemos es va formar al planter del Defensor Sporting. El 6 de gener de 2014, a 18 anys, fou promocionat al primer equip.
Va debutar com a professional debut l'11 de maig de 2014, jugant com a titular en una derrota a casa per 1–2 contra el Montevideo Wanderers. Després de jugar només dos partits durant la temporada 2013–14 a la primera divisió de l'Uruguai, va jugar més regularment la temporada següent, 2014–15 ; de tota manera, es va perdre bastants partits a causa d'una apendicitis i convocatòries amb la selecció uruguaiana sub-20.

### Rubin Kazan
El 3 de juliol de 2015, Lemos fou cedit al FC Rubin Kazan de la Premier League russa, per un any. Va debutar amb el club el 3 d'agost, jugant els 90 minuts en una derrota per 0–1 a fora contra el FK Spartak Moscou.
Després d'haver jugat en vuit partits amb el club (quatre a la lliga), Lemos fou venut a l'estranger.

### Las Palmas
El 28 de gener de 2016, Lemos fou cedit a la UD Las Palmas de La Liga, amb opció de compra. Va debutar en la competició el 20 de febrer, entrant a la segona part com a suplent de Jonathan Viera en una derrota per 1–2 a casa contra el FC Barcelona.
El 6 de maig de 2016, després de jugar nou partits amb l'equip, Lemos va signar un contracte permanent amb el club per cinc anys, a partir del juliol. Va marcar el seu primer gol en la categoria el següent 30 de gener, el segon del seu equip en una victòria a casa per 3–1 contra el València CF.
El 10 de març de 2017, Lemos va marcar un doblet en una victòria a fora per 3–4 contra el RCD Espanyol.